# Mistrovství světa v ledním hokeji 2022 (Divize III)
Mistrovství světa v ledním hokeji 2022 (Divize III) byl mezinárodní hokejový turnaj pořádaný Mezinárodní hokejovou federací.
Turnaj skupiny A se konal v Kockelscheueru v Lucembursku od 3. do 8. dubna 2022 a turnaj skupiny B v Kapském Městě v Jihoafrické republice od 13. do 18. března 2022.
Poté, co byl turnaj v posledních dvou letech kvůli pandemii covidu-19 zrušen, zůstaly všechny týmy ve svých divizích.
Spojené arabské emiráty si zajistily první místo ve skupině A a postoupily. Lucembursko skončilo na posledním místě a sestoupilo. Jihoafrická republika vyhrála turnaj skupiny B a postoupila, zatímco Bosna a Hercegovina sestoupila do Divize IV.

## Skupina A

### Účastníci
| Tým                     | Kvalifikace                                       |
| ----------------------- | ------------------------------------------------- |
| Severní Korea           | 6. místo v Divizi II – skupina B 2019 a sestup    |
| Turecko                 | 2. místo v Divizi III – skupina A 2019            |
| Turkmenistán            | 3. místo v Divizi III – skupina A 2019            |
| Lucembursko             | Pořadatel, 4. místo v Divizi III – skupina A 2019 |
| Tchaj-wan               | 5. místo v Divizi III – skupina A 2019            |
| Spojené arabské emiráty | 1. místo v Divizi III – skupina B 2019 a postup   |

### Rozhodčí
| Hlavní                                    | Čároví                                                                          |
| ----------------------------------------- | ------------------------------------------------------------------------------- |
| Ofer Rashal Jonathan Burger Đorđe Fazekas | Maarten Van den Acker Tomislav Grozaj Vincent Zede Lodewijk Beelen David Perduv |

### Tabulka
|  | Týmy postupující do skupiny B divize II |

| Poř. | Tým                     | Z | V | VP | PP | P | GV | GI | +/- | B  |
| ---- | ----------------------- | - | - | -- | -- | - | -- | -- | --- | -- |
| 1.   | Spojené arabské emiráty | 4 | 4 | 0  | 0  | 0 | 41 | 11 | +30 | 12 |
| 2.   | Turecko                 | 4 | 3 | 0  | 0  | 1 | 23 | 22 | +1  | 9  |
| 3.   | Turkmenistán            | 4 | 1 | 0  | 1  | 2 | 17 | 23 | -6  | 4  |
| 4.   | Tchaj-wan               | 4 | 1 | 0  | 0  | 3 | 11 | 23 | -12 | 3  |
| 5.   | Lucembursko             | 4 | 0 | 1  | 0  | 3 | 11 | 24 | -13 | 2  |
| 6.   | Severní Korea           | 0 | 0 | 0  | 0  | 0 | 0  | 0  | 0   | 0  |

Severní Korea odhlásila svůj tým 3. února 2022 kvůli pandemii covidu-19 a cestovním omezením.

### Zápasy
Všechny časy jsou místní (UTC+2).
| 3. dubna 2022 15:30 | Spojené arabské emiráty | 10:4 (4:2, 4:1, 2:1) | Turkmenistán | Patinoire de Kockelscheuer, Kockelscheuer Návštěvnost: 100 |  |

| Report |

| 3. dubna 2022 19:00 | Turecko | 7:2 (1:0, 3:1, 3:1) | Lucembursko | Patinoire de Kockelscheuer, Kockelscheuer Návštěvnost: 1 050 |  |

| Report |

| 4. dubna 2022 15:30 | Tchaj-wan | 2:10 (0:5, 0:4, 2:1) | Spojené arabské emiráty | Patinoire de Kockelscheuer, Kockelscheuer Návštěvnost: 50 |  |

| Report |

| 5. dubna 2022 15:30 | Tchaj-wan | 2:6 (0:1, 1:1, 1:4) | Turecko | Patinoire de Kockelscheuer, Kockelscheuer Návštěvnost: 75 |  |

| Report |

| 5. dubna 2022 19:00 | Turkmenistán | 4:5 po prodl. (2:2, 1:2, 1:0 - 0:1) | Lucembursko | Patinoire de Kockelscheuer, Kockelscheuer Návštěvnost: 580 |  |

| Report |

| 6. dubna 2022 15:30 | Spojené arabské emiráty | 13:4 (3:0, 5:2, 5:2) | Turecko | Patinoire de Kockelscheuer, Kockelscheuer Návštěvnost: 50 |  |

| Report |

| 7. dubna 2022 15:30 | Turkmenistán | 4:2 (0:2, 3:0, 1:0) | Tchaj-wan | Patinoire de Kockelscheuer, Kockelscheuer Návštěvnost: 79 |  |

| Report |

| 7. dubna 2022 19:00 | Lucembursko | 1:8 (1:2, 0:5, 0:1) | Spojené arabské emiráty | Patinoire de Kockelscheuer, Kockelscheuer Návštěvnost: 558 |  |

| Report |

| 8. dubna 2022 15:30 | Turecko | 6:5 (1:0, 4:2, 1:3) | Turkmenistán | Patinoire de Kockelscheuer, Kockelscheuer Návštěvnost: 134 |  |

| Report |

| 8. dubna 2022 19:00 | Lucembursko | 3:5 (1:1, 0:2, 2:2) | Tchaj-wan | Patinoire de Kockelscheuer, Kockelscheuer Návštěvnost: 700 |  |

| Report |

## Skupina B

### Účastníci
| Tým                 | Kvalifikace                                                |
| ------------------- | ---------------------------------------------------------- |
| JAR                 | Pořadatel, 6. místo v Divizi III – skupina A 2019 a sestup |
| Hongkong            | 2. místo v Divizi III – skupina B 2019                     |
| Thajsko             | 3. místo v Divizi III – skupina B 2019                     |
| Bosna a Hercegovina | 4. místo v Divizi III – skupina B 2019                     |

### Rozhodčí
| Hlavní                         | Čároví                                      |
| ------------------------------ | ------------------------------------------- |
| Stef Oosterling Martin Jobbágy | Martin Boyadijev Morne Moses Ahmed Al-Farsi |

### Tabulka
|  | Týmy postupující do skupiny A |

| Poř. | Tým                 | Z | V | VP | PP | P | GV | GI | +/- | B  |
| ---- | ------------------- | - | - | -- | -- | - | -- | -- | --- | -- |
| 1.   | JAR                 | 4 | 3 | 0  | 1  | 0 | 24 | 13 | +11 | 10 |
| 2.   | Thajsko             | 4 | 2 | 1  | 0  | 1 | 20 | 17 | +3  | 8  |
| 3.   | Bosna a Hercegovina | 4 | 0 | 0  | 0  | 4 | 12 | 26 | -14 | 0  |
| 4.   | Hongkong            | 0 | 0 | 0  | 0  | 0 | 0  | 0  | 0   | 0  |

Hongkong odhlásil svůj tým 14. února 2022 kvůli pandemii covidu-19.

### Zápasy
Všechny časy jsou místní (UTC+2).
| 13. března 2022 19:00 | JAR | 8:3 (2:0, 2:3, 4:0) | Bosna a Hercegovina | The Ice Station, Kapské Město Návštěvnost: 250 |  |

| Report |

| 14. března 2022 19:00 | Bosna a Hercegovina | 4:8 (0:2, 2:2, 2:4) | Thajsko | The Ice Station, Kapské Město Návštěvnost: 60 |  |

| Report |

| 15. března 2022 19:00 | JAR | 5:2 (0:0, 2:2, 3:0) | Thajsko | The Ice Station, Kapské Město Návštěvnost: 280 |  |

| Report |

| 16. března 2022 19:00 | Bosna a Hercegovina | 2:6 (1:6, 1:0, 0:0) | JAR | The Ice Station, Kapské Město Návštěvnost: 265 |  |

| Report |

| 17. března 2022 19:00 | Thajsko | 4:3 (1:1, 1:1, 2:1) | Bosna a Hercegovina | The Ice Station, Kapské Město Návštěvnost: 100 |  |

| Report |

| 18. března 2022 17:00 | Thajsko | 6:5 po s.n. (3:0, 2:2, 0:3 - 0:0) | JAR | The Ice Station, Kapské Město Návštěvnost: 500 |  |

| Report |